# 1909年全米選手権 (テニス)
1909年 全米選手権（1909ねんぜんべいせんしゅけん）に関する記事。

## 大会の流れ
- 1881年から1967年まで、全米選手権は各部門が個別の名称を持ち、大会会場も別々のテニスクラブで開かれた。これが他の3つのテニス4大大会と大きく異なる点である。
  - 男子シングルス　名称：全米シングルス選手権（U.S. National Singles Championship）／会場：ロードアイランド州、ニューポート・カジノ　（最初の会場、1914年まで）
  - 男子ダブルス　名称：全米ダブルス選手権（U.S. National Doubles Championship）／会場：ロードアイランド州、ニューポート・カジノ　（最初の会場に戻る。1894年-1914年まで）
  - 女子シングルス　名称：全米女子シングルス選手権（U.S. Women's National Singles Championship）／会場：ペンシルベニア州、フィラデルフィア・クリケット・クラブ　（女子部門競技はすべてこの会場、1887年-1920年まで）
  - 女子ダブルス　名称：全米女子ダブルス選手権（U.S. Women's National Doubles Championship）／会場：フィラデルフィア・クリケット・クラブ　（1889年-1920年まで）
  - 混合ダブルス　名称：全米混合ダブルス選手権（U.S. Mixed Doubles Championship）／会場：フィラデルフィア・クリケット・クラブ　（1892年-1920年まで）
- 男女シングルスでは、「チャレンジ・ラウンド」（Challenge Round, 挑戦者決定戦）と「オールカマーズ・ファイナル」（All-Comers Final）で優勝を決定した。男子シングルスでは第4回大会の1884年から実施されてきたが、女子シングルスは第2回競技の1888年から行われた。
  - 大会前年度優勝者を除く選手は「チャレンジ・ラウンド」に出場し、前年度優勝者への挑戦権を争う。前年度優勝者は、無条件で「オールカマーズ・ファイナル」に出場できる。チャレンジ・ラウンドの勝者と前年度優勝者による「オールカマーズ・ファイナル」で、当年度の選手権優勝者を決定した。
- 初期の全米選手権のように、外国人出場者が少なかった時期は、地元アメリカ人選手の国籍表示を省略する。

## 大会前年度優勝者
- 男子シングルス：ウィリアム・ラーンド
- 女子シングルス：モード・バーガー＝ウォラック
- 男子ダブルス：フレッド・アレクサンダー＆ハロルド・ハケット
- 女子ダブルス：イブリン・シアーズ＆マーガレット・カーティス
- 混合ダブルス：ナサニエル・ナイルズ＆エディット・ロッチ

## 男子シングルス

### チャレンジラウンド
準々決勝
- ウィリアム・クローシャー vs. エドワード・ホイットニー　6-1, 7-5, 6-4
- トーマス・バンディ vs. ウィリアム・クラギン　6-1, 7-5, 6-2
- モーリス・マクローリン vs. リチャード・パーマー　7-5, 6-4, 6-2
- グスタブ・タッチャード vs. フレッド・インマン　6-4, 4-6, 4-6, 8-6, 6-2

準決勝
- ウィリアム・クローシャー vs. トーマス・バンディ　6-3, 6-3, 6-8, 7-5
- モーリス・マクローリン vs. グスタブ・タッチャード　6-3, 4-6, 7-5, 6-2

決勝
- ウィリアム・クローシャー vs. モーリス・マクローリン　7-5, 6-4, 9-11, 6-3

### オールカマーズ決勝
- ウィリアム・ラーンド vs. ウィリアム・クローシャー　6-1, 6-2, 5-7, 1-6, 6-1　（ラーンドが本大会の優勝者になる。3年連続5度目）

## 女子シングルス

### チャレンジラウンド
準々決勝
- ヘイゼル・ホッチキス vs. エミリー・スコット　6-3, 6-0
- エディット・ロッチ vs. アリス・デイ　6-1, 6-0
- ルイーズ・ハモンド vs. グウェンドリン・リーズ　6-4, 6-1
- ロイス・モイーズ vs. マーガレット・ロバーツ　6-1, 8-6

準決勝
- ヘイゼル・ホッチキス vs. エディット・ロッチ　6-2, 7-5
- ルイーズ・ハモンド vs.  ロイス・モイーズ　6-0, 6-2

決勝
- ヘイゼル・ホッチキス vs. ルイーズ・ハモンド　6-8, 6-1, 6-4

### オールカマーズ決勝
- ヘイゼル・ホッチキス vs. モード・バーガー＝ウォラック　6-0, 6-1　（ホッチキスが本大会の優勝者になる）

## 決勝戦の結果
- 男子シングルス：ウィリアム・ラーンド vs. ウィリアム・クローシャー　6-1, 6-2, 5-7, 1-6, 6-1　［オールカマーズ決勝］
- 女子シングルス：ヘイゼル・ホッチキス vs. モード・バーガー＝ウォラック　6-0, 6-1　［オールカマーズ決勝］
- 男子ダブルス：フレッド・アレクサンダー＆ハロルド・ハケット vs. モーリス・マクローリン＆ジョージ・ジェーンズ　6-4, 6-4, 6-0
- 女子ダブルス：ヘイゼル・ホッチキス＆エディット・ロッチ vs. ドロシー・グリーン＆ ロイス・モイーズ　6-1, 6-1
- 混合ダブルス：ウォレス・ジョンソン＆ヘイゼル・ホッチキス vs. レイモンド・リトル＆ルイーズ・ハモンド　6-2, 6-0